# Bitinia
Bitinia (greacă Βιθυνία Bithynía, turcă Bitinya) este o regiune istorică, apoi regat elenistic în nord-vestul Asiei Mici, între Marea Neagră și Marea Marmara. 

## Geografia
Bitinia este mărginită la nord de Marea Neagră, la est de Pamfilia și Galatia, la sud de Frigia iar la est de Misia și Marea Marmara.

## Istoria
Regiunea era populată din mileniul I î.H. de triburi trace, cel al bitinilor dând numele întregului ținut. Bitinia beneficiază în secolele VI-IV î.H. de o largă autonomie în cadrul Imperiului Persan, fiind condusă de dinastii locale. Pe litoral, în secolele VII-VI î.H., sunt fondate coloniile Calcedon și Astacos. 

#### Formarea statului
În epoca luptelor dintre diadohi, principele trac Zipoites se emanicipează de sub autoritatea lui Lisimah și adoptă în 297 î.H. titlul de rege marcând începutul erei bitiniene și punând bazele unui regat elenistic independent. Urmașii săi duc o politică de elenizare a statului și sunt fondate noi orașe: 
- Nicomedia (orașul Izmit de astăzi) în 264,
- Prusa ad Olympum (orașul Bursa).

Sub Prusias I (235 î. Hr.-183 î. Hr.) hotarele sunt extinse spre sud până la râul Sangarios (râul Sakariya) și Munții Olimp (Munții Uludağ). În luptele pentru tron de la începutul domniei, Nicomede I (279 î. Hr. -250 î. Hr.) folosește ca mercenari hoardele celtice care invadaseră Peninsula Balcanică; triburile tectosagilor, tolistoagilor și trocmerilor traversează la 278/277 î.H. Bosforul și pustiesc Asia Mică, stabilindu-se durabil la SE de Bitinia, într-un ținut care primește numele de Galatia. Nicomede I mută, în 246, capitala statului în orașul nou înființat care-i poartă numele - Nicomedia. Pentru a rezista tendințelor expansioniste ale vecinului său meridional, Pergamul, Bitinia se aliază în timpul lui Prusias I (235-183) cu Macedonia elenistică. La curtea lui Prusias I se va sinucide în 183 Hannibal pentru a nu fi predat soliei romane care cerea extrădarea lui. În timpul lui Prusias II (183 î. Hr.-149 î. Hr.) , Bitinia se recunoaște regat clientelar Romei și participă cu trupe la reprimarea răscoalei lui Aristonicos din Pergam (133 î. Hr -129 î. Hr). Nicomede IV (94 î. Hr. -74 î. Hr.), amenințat de puternicul său vecin Mitridate VI Eupator, nu își poate menține tronul decât cu sprijin militar roman; la moartea sa (74) el lasă Romei mostenire regatul Bitiniei, organizat de Cneus Pompeius în 63 î.Hr. ca posesiune romană în provincia Bithynia Pontus, inclusă din 395 în Imperiul Roman de Răsărit. În Bitinia, la Niceea, are loc în 325 primul conciliu al bisericii creștine, iar la Calcedon, în 451, cel de al IV-lea, cunoscut și sub numele de Conciliul de la Calcedon care condamnă doctrina monofizită.

Bitinia, provincie a Imperiului Roman, 125 d.Hr.

## Imagini

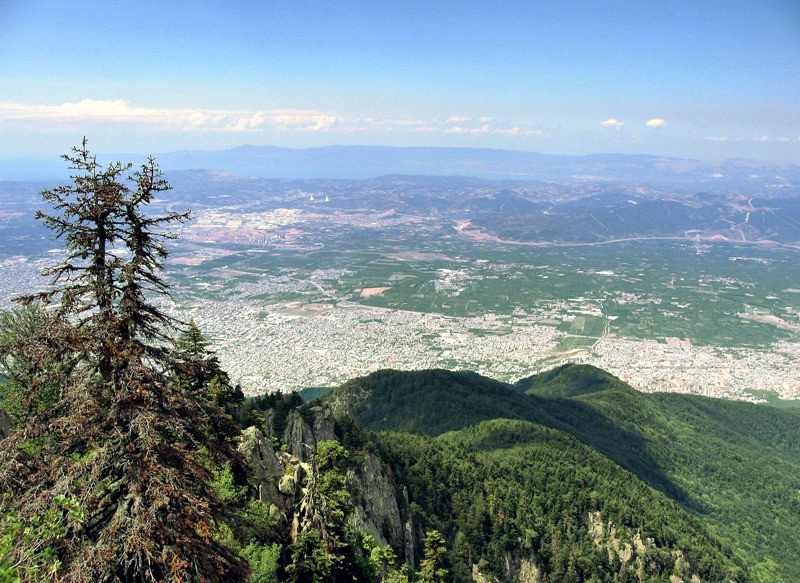
Vedere a orașului Bursa (Prusa ad Olympum) de pe Muntele Uludağ